# RM (рэпер)
Ким Намджу́н (кор. 김남준, 金南俊; род. 12 сентября 1994, Тонджакку, Сеул, Республика Корея), более известный как RM (сокращение от Real Me, с англ. — «Настоящий я», ранее Rap Monster), — южнокорейский рэпер, автор песен и музыкальный продюсер. Является лидером и главным рэпером бой-бэнда BTS. Согласно данным Корейской ассоциации звукозаписывающих компаний (KOMCA), на его имя, на июнь 2025 года, была зарегистрирована 231 композиция, что делает его самым молодым артистом с таким результатом в истории ассоциации, а также вторым человеком по количеству зарегистрированных на его имя песен.
Намджун выпустил свой первый сольный микстейп RM в 2015 году, за которым последовал его второй микстейп Mono в 2018 году. Последний стал самым высоко поднявшимся альбомом корейского сольного артиста в США за всю историю, когда он достиг 26-го места в Billboard 200. Намджун официально дебютировал сольно в 2022 году, выпустив свой студийный альбом Indigo, в котором приняли участие Эрика Баду и Андерсон Пак. Альбом достиг третьего места в Billboard 200, став самым высоко поднявшимся альбомом в чарте среди корейских сольных артистов всех времён. Он также сотрудничал с такими артистами, как Wale, Юнха, Warren G, Gaeko, Krizz Kaliko, MFBTY, Fall Out Boy, Primary, Tablo, Lil Nas X и Megan Thee Stallion.

## Ранняя жизнь и образование
Ким Намджун родился 12 сентября 1994 года в районе Тонджакку, Сеул, Южная Корея, и вырос в районе Ильсан, Коян, куда переехала его семья, когда ему было четыре или пять лет. У него есть младшая сестра. В детстве Намджун в основном изучал английский, смотря американский ситком «Друзья» вместе со своей матерью. Будучи студентом, он активно писал стихи и часто получал награды за свои сочинения. Он размещал свои работы на поэтическом онлайн-сайте примерно в течение года, где ему уделялось умеренное внимание. В результате Намджун выразил заинтересованность в продолжении литературной карьеры, но позже отказался от этого. Когда ему было двенадцать лет, он четыре месяца учился в Новой Зеландии.
В возрасте 11 лет, в пятом классе, Намджун заинтересовался хип-хоп музыкой после того, как услышал песню Epik High «Fly». Обнаружив, что песня принесла ему утешение, он решил углубиться в этот жанр. Школьный учитель познакомил его с музыкой американского рэпера Eminem, что впервые пробудило в Намджуне интерес к лирике. Он распечатывал тексты песен, которые, по его мнению, были «крутыми», и делился ими с друзьями. В то время Намджун начал писать песни, заявив, что его поэзия становится лирикой, когда сочетается с музыкой. В 2007 году, будучи учеником первого курса средней школы, он начал читать рэп в местных любительских хип-хоп кругах, создав свою первую запись собственного сочинения с помощью программы Adobe Audition (тогда она называлась Cool Edit), а позже приняв участие в своем первом концерте в 2008 году. Намджун стал более активным на андеграундной корейской хип-хоп сцене под псевдонимом Runch Randa, выпустив ряд треков и сотрудничая с другими андеграундными рэперами, такими как Zico.
Будучи студентом, Намджун имел IQ 148 и вошел в число 1 % лучших по стране на вступительных экзаменах в университеты по языку, математике, иностранному языку и обществознанию. Поскольку его родители были категорически против его интереса к музыкальной карьере из-за его академических достижений, Намджун изначально решил отложить музыку в сторону, чтобы сосредоточиться на учёбе. В конце концов он убедил свою мать позволить ему стать рэпером, спросив её, «хотела бы она иметь сына, который был бы рэпером, занявшим первое место, или студентом, занявшим 5000-е место».
В марте 2019 года, после окончания Глобального кибер-университета по специальности «Радиовещание и развлечения», Намджун поступил в Ханьянский Кибер-университет на программу магистра делового администрирования в области рекламы и медиа.

## Имя
Намджун выбрал имя Rap Monster во время своего пребывания в качестве трейни-айдола. Название происходит от текста песни, которую он написал, вдохновленный «Рэп-гением» San E. Текст песни содержал фрагмент, где San E заявляет, что его следует называть «рэп-монстром», поскольку он «читает рэп без остановки». Он взял сценический псевдоним, потому что чувствовал, что это «круто». Намджун описал себя как человека, испытывающего любовь-ненависть к этому названию, чувствуя, что оно было выбрано не потому, что имело для него «невероятную ценность».
Он официально сменил свой сценический псевдоним на RM в ноябре 2017 года, поскольку решил, что «Рэп-монстр» больше не отражает того, кем он был, или музыку, которую он создаёт. В интервью Entertainment Tonight в 2019 году Намджун заявил, что имя «могло бы символизировать многие вещи» и «могло бы иметь больше оттенков». Одно из предложенных значений — «Real Me».

## Карьера

### 2010—2013: Присоединение к Big Hit Entertainment и дебют с BTS

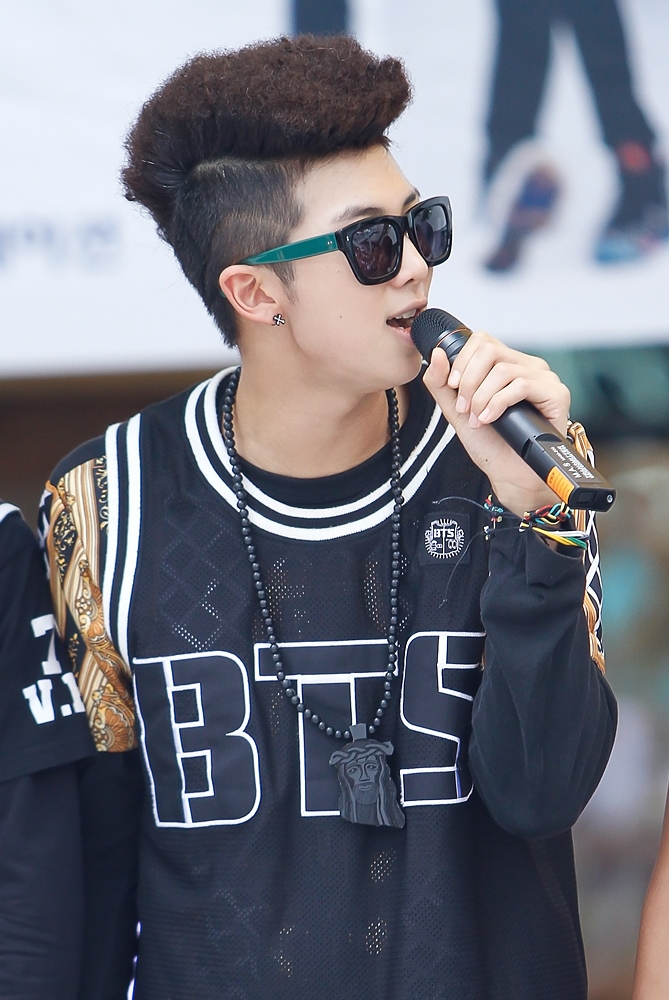
Намджун на фансайне в Пусане, 27 июля 2013 года

В 2009 году Намджун прошел прослушивание на лейбле Big Deal Records, пройдя первый тур вместе с Самуэлем Со, но провалил второй тур из-за того, что забыл текст песни. Однако после прослушивания рэпер Sleepy обменялся контактами с Намджуном, о котором он позже упомянул продюсеру Big Hit Entertainment Pdogg. В 2010 году Sleepy связался с Намджуном, пригласив его на прослушивание к генеральному директору Big Hit Entertainment Пан Си Хёку. Пан предложил Намджуну, которому тогда было 16 лет, место на лейбле звукозаписи, на которое он согласился немедленно и без ведома своих родителей. Вскоре Пан и Pdogg начали создавать хип-хоп группу, которая в конечном итоге стала айдол-группой BTS.
Намджун тренировался в течение трёх лет с одногруппником Мин Юнги и танцором Чон Хосоком, позже известными как Suga и J-Hope, соответственно. В течение этого трёхлетнего периода стажировки Намджун исполнил пять преддебютных треков, записанных на BTS в 2010 и 2011 годах. Он также работал автором песен для девичьей группы Glam и помог написать их дебютный сингл «Party (XXO)», песню в поддержку ЛГБТК, которую Billboard оценил как «одну из самых дальновидных песен женской группы K-pop за последнее десятилетие». 13 июня 2013 года Намджун дебютировал с BTS и с тех пор продюсировал и писал тексты ко многим трекам на их альбомах. 29 августа 2013 года Намджун исполнил вступительный трек к первому мини-альбому BTS O!RUL8,2?, который был выпущен в качестве трейлера перед выходом мини-альбома 11 сентября, ознаменовав его первое соло после дебюта.

### 2014—2016: Первые сольные коллаборации,RMи «Проблемные мужчины»

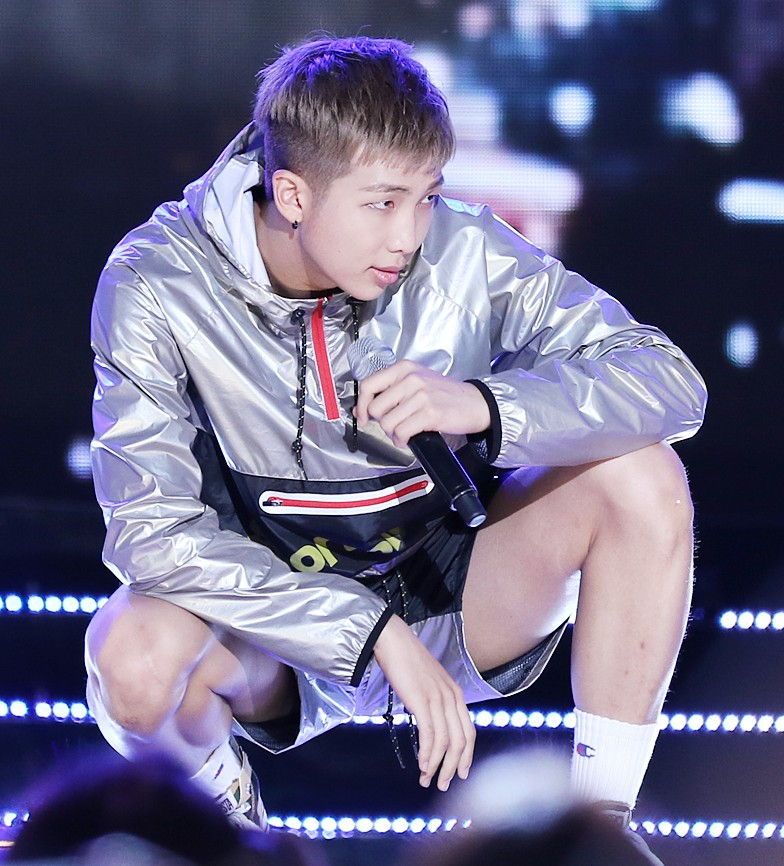
Намджун выступает с BTS на «Show Champion», июль 2015

5 августа 2014 года Big Hit Entertainment выпустили трейлер первого студийного альбома BTS Dark & Wild, релиз которого был намечен на 20 августа. Рэп-трек, официально заявленный BTS как «Intro: What Am I to You?», был сольным исполнением Намджуна. Благодаря реалити-шоу «Энергичная жизнь BangTan в Америке» (англ. American Hustle Life), которое использовалось для продюсирования Dark & Wild, Намджун установил рабочие отношения с Warren G, который предложил BTS написать бит. В интервью корейскому журналу Hip Hop Playa Warren G заявил, что он подружился с BTS благодаря программе и поддерживал связь с группой после того, как они вернулись в Южную Корею. 4 марта 2015 года Намджун выпустил сингл с Warren G под названием «P.D.D (Please Don’t Die)» в преддверии своего первого сольного микстейпа RM после предложения Warren G о сотрудничестве. Трек отражал чувства Намджуна по отношению к тем, кто ненавидел и критиковал его в то время, что раньше его очень расстраивало. В том же марте Намджун сотрудничал с хип-хоп проектной группой MFBTY, EE и Dino J над песней «Bucku Bucku». Он снялся в клипе на эту песню, а также сыграл эпизодическую роль в клипе на другую песню MFBTY, «Bang Diggy Bang Bang». У Намджуна впервые установились длительные рабочие отношения с участником MFBTY Tiger JK после встречи и выражения восхищения им на телешоу в 2013 году, когда Tiger JK продвигал свою песню «The Cure».
Намджун был приглашён в качестве постоянного участника корейской эстрадной программы «Проблемные мужчины», где актёрам давали множество головоломок и задач для решения и проработки, обсуждая их собственные мысли и опыт. Программа начала выходить в эфир 26 февраля 2015 года; однако Намджун покинул шоу после 22 серий из-за мирового турне BTS The Red Bullet Tour 2015.
17 марта 2015 года Намджун выпустил свой первый сольный микстейп RM, который занял 48-е место в рейтинге Spin «50 лучших хип-хоп альбомов 2015 года». Микстейп затрагивал самые разные темы, такие как прошлое Намджуна в треке «Voice» и идея о том, что «ты — это ты, а я — это я» в треке «Do You». Обсуждая трек «God Rap», Намджун назвал себя атеистом, полагая, что только он может определить свою судьбу. Процесс производства микстейпа длился около четырёх или пяти месяцев, причем Намджун работал над ним в перерывах между выступлениями BTS. В следующем году Намджун вспомнил, что он в основном писал о негативных эмоциях, которые он испытывал, таких как гнев и неистовство, но заявил, что песни не находятся «на 100 % под [его] контролем» и что он чувствовал, что многие части микстейпа были «незрелыми». Он также добавил, что надеется, что его следующий микстейп будет чем-то, над чем он работал сам. После выхода RM, в апреле он присоединился вместе с Квон Чжин А к Primary в его песне «U». В мае он сотрудничал с Yankie над ProMeTheUs вместе с Dok2, Juvie Train, ILLSON, Topbob и Доном Миллсом. В августе Намджун сотрудничал с Marvel для саундтрека к фильму «Фантастическая четверка» в Корее, выпустив цифровой сингл «Fantastic» с участием Mandy Ventrice на Melon, Genie, Naver Music и других музыкальных платформах. В сентябре он был хедлайнером хип-хоп концерта «All Force One 2015 — Hot & Cool» вместе с корейскими рэперами-ветеранами Paloalto и Verbal Jint. В августе 2016 года вокальный дуэт Homme выпустил сингл под названием «Dilemma», который был совместно спродюсирован Намджуном и Пан Си Хёком.

### 2017—2021: Второй микстейпMonoи последующие коллаборации
В марте 2017 года Намджун сотрудничали с американским рэпером Wale над специальным социально заряженным треком под названием «Change», выпущенным для бесплатной цифровой загрузки вместе с сопровождающим музыкальным клипом, снятым за две недели до выхода трека. Музыканты познакомились Twitter, и Wale связался с Намджуном в 2016 году, увидев обложку Намджуна на его трек «Illest Bitch». Намджун остановился на теме «Перемен», сказав, что, хотя два рэпера были чрезвычайно разными, их общность заключалась в том факте, что и в Америке, и в Южной Корее были свои политические и социальные ситуации, и что оба они хотели, чтобы мир изменился к лучшему. Месяц спустя Намджун записал трек «Gajah» вместе с Gaeko из Dynamic Duo. В декабре Намджун совместно написал ремикс на песню Fall Out Boy «Champion». Трек достиг 18-й строчки в чарте Bubbling Under Hot 100 синглов Billboard и помог Намджуну достичь 46-й строчки в чарте Emerging Artists за неделю с 8 января 2018 года. 27 декабря Намджун вошел в историю как первый исполнитель K-pop, занявший второе место в чарте Rock Digital Songs.

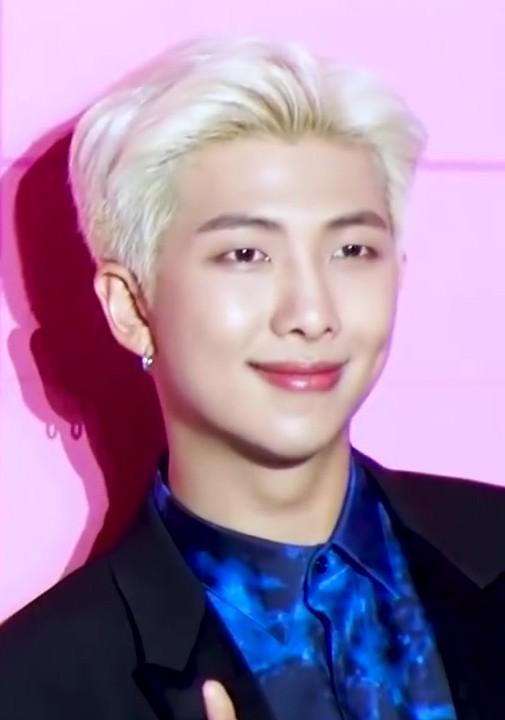
RM на глобальной пресс-конференции посвящённой Map of the Soul: Persona, 2019 год

23 октября 2018 года Намджун выпустил свой второй микстейп Mono, который он назвал «плейлистом». Он стал первым корейским артистом, занявшим первое место в чарте Emerging Artists в США. Плейлист был хорошо принят критиками, которые похвалили Намджуна за то, что он «обнажил свою глубокую неуверенность в таких песнях, как „Tokyo“ и „Seoul“». Трек «Seoul» был спродюсирован британским электропоп-дуэтом Honne, который впервые открыл для себя Намджун после того, как увидел, как он рекомендует их музыку в Twitter, и в конце концов встретился с ним в Сеуле после одного из их концертов. В ноябре Намджун также сотрудничал с Tiger JK над его последним альбомом под сценическим псевдонимом Drunken Tiger, включив в него трек «Timeless». Первоначально Tiger JK ожидал, что тексты Намджуна будут содержать самовосхваление, что было модным в то время в рэпе; вместо этого Намджун написал текст о том, чтобы оставить позади историческое значение имени Drunken Tiger.
25 марта 2019 года Honne объявили, что Намджун примет участие в их ремейке «Crying Over You» вместе с певицей BEKA, который был выпущен 27 марта. Первоначально Honne выпустили «Crying Over You» с BEKA в 2018 году. Первоначально релиз песни был запланирован на январь 2019 года, но отложен из-за «непредвиденных обстоятельств». Китайская певица Bibi Zhou была добавлена в китайский релиз, появившись вместе с Намджуном и заменив BEKA. В тот же день Big Hit Entertainment выпустили песню «Persona» в качестве трейлера к мини-альбому BTS Map of the Soul: Persona, исполненному Намджуном соло. «Persona» дебютировал на 17-м месте в чарте песен YouTube от Billboard. Три месяца спустя, 24 июля 2019 года, Намджун появился в четвёртом официальном ремиксе на песню Lil Nas X «Old Town Road» под названием «Seoul Town Road», в котором он «наполнил…свой англоязычный куплет удивительно хорошим южным акцентом». 29 декабря было объявлено, что Намджун появится на треке Юнха «Winter Flower», выпущенном 6 января 2020 года. Намджун также появился в песне «Don’t», ведущем сингле второго сольного альбома корейского инди-певца eAeon, выпущенного 30 апреля 2021 года.

### 2022—2024: Сольный дебют и военная служба

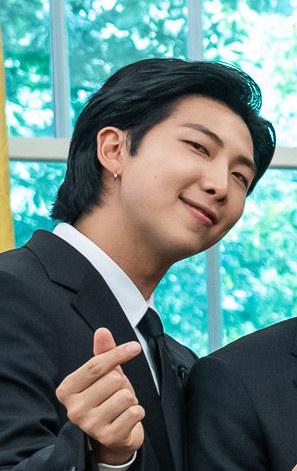
RM в Овальном кабинете Белого дома, 31 мая 2022 года

Во время празднования девятой годовщины BTS, в июне 2022 года, Намджун упомянул, что ему нужно время подумать о своем направлении как участнику BTS и как личности. Согласно сопроводительному объявлению о том, что в будущем группа будет уделять больше внимания индивидуальным начинаниям — вскоре после этого они взяли длительный перерыв в большинстве групповых мероприятий — в сентябре он появился на сингле «Sexy Nukim» «альтернативной K-pop группы» Balming Tiger и выпустил свой дебютный сольный студийный альбом альбом Indigo 2 декабря. Во главе с синглом «Wild Flower» альбом был выпущен коммерчески и достиг третьего места в Billboard 200, что сделало Намджуна самым высоко забравшимся корейским солистом в истории чартов на тот момент. В том же месяце NPR Music выпустила запись концерта RM Tiny Desk Concerts с Indigo.
Намджун отправился в Испанию за вдохновением для второго сольного альбома в 2023 году. Находясь там, в интервью EFE — оно было опубликовано в марте — он размышлял о поиске своей собственной идентичности, после того как последние 10 лет следовал диктату тенденций K-pop в составе BTS, дополнительно сообщив, что он «не будет браться ни за какие проекты в ближайшем будущем», в свете его приближающейся обязательной военной службы. Намджун появился в качестве приглашенного исполнителя в сингле «Smoke Sprite» So!yoON!, солиста и гитариста корейской инди-рок-группы Se So Neon, выпущенном 14 марта, и был объявлен первым знаменитым послом бренда Bottega Veneta в конце того же месяца через пост в Instagram креативным директором Матье Блази, который представил Намджуна в кампании бренда Весна/Лето 2023. В мае он появился на сингле «Don’t Ever Say Love Me» группы Colde.
Второй студийный сольный альбом Намджуна, Right Place, Wrong Person, был анонсирован Big Hit в апреле 2024 года с датой выхода 24 мая; это его первый проект, выпущенный после призыва на военную службу. 10 мабыла выпущена пред-релизная песня «Come Back to Me» из предстоящего альбома, который будет состоять из 11 песен, включая «Come Back to Me», которая на 11 мая возглавила iTunes Top Songs Chart в 82 странах, включая Германию, Францию, Японию и Бразилию, в тот же день вышел и музыкальный клип к песне.
При поддержке синглов «Come Back to Me» и «Lost!» альбом дебютировал на пятом месте в Billboard 200 с 54.000 проданных копий, что принесло RM самую высокую дебютную позицию в чарте и самую большую неделю продаж на открытии в его карьере. 6 сентября он принял участие в записи сингла «Neva Play» Megan Thee Stallion, который занял 36-е место в чарте Billboard Hot 100 и стал самым успешным треком RM в этом чарте. 3 сентября был анонсирован документальный фильм «Right People, Wrong Place» режиссёра Ли Сок Джуна, рассказывающий о восьмимесячном периоде, предшествовавшем призыву RM (включая творческий процесс над альбомом). Премьера фильма состоялась на Международном кинофестивале в Пусане в октябре, а в декабре фильм вышел в мировой прокат.

### 2025―настоящее время: Демобилизация и дальнейшая деятельность
В июне 2025 года, после демобилизации, Намджун вернулся в центр внимания в качестве посла Samsung Art TV, представляя мировую художественную сцену. RM провел специальный разговор (организованный Samsung Electronics) на Арт-Базель в Базеле совместно с Клеманом Делепеном, директором Арт-Базель в Париже, и с участием художника Басима Магди.

## Артистизм и влияние
Намджун — баритон. В 2017 году американский хип-хоп журнал XXL включил его в свой список «10 корейских рэперов, которых вы должны знать», а писатель Питер А. Берри заявил, «что RM редко не оправдывает своего имени». Берри описал RM как «одного из самых ловких рэперов региона, способного без особых усилий переключать музыку, скользя по множеству разнообразных инструментов». Кристал Тай из South China Morning Post отметила, что «RM получил много похвал за свою естественную подачу и тексты песен». Говоря о творчестве RM, Бьянка Мендес из Noisey написала, что «в нём есть что-то от My Beautiful Dark Twisted Fantasy [Канье Уэста], но он ближе к… Эрл Свитшот и Chance the Rapper по духу, и это захватывающе». В январе 2020 года он был повышен с младшего сотрудника до полноправного члена Korea Music Copyright Association.
В опросе, проведенном Gallup Korea, RM занял 12-е место среди самых популярных кумиров 2018 года. В 2019 году он занял 11-е место. В 2018 году президент Южной Кореи наградил Намджуна орденом пятой степени «За заслуги в культуре», а также других членов BTS за их вклад в распространение корейской культуры. В июле 2021 года он и участники BTS были назначены президентом Мун Чжэ Ином Специальными представителями Президента по вопросам будущих поколений и культуры, чтобы «помочь возглавить глобальную повестку дня для будущих поколений, например, устойчивый рост» и «расширение дипломатических усилий Южной Кореи и её глобального авторитета» в международном сообществе.
1 июня 2023 года Намджун был назначен послом по связям с общественностью Агентства по раскопкам и расследованию останков Министерства национальной обороны Южной Кореи. Цель команды — найти и идентифицировать останки ветеранов Корейской войны.

## Личная жизнь
В 2018 году Намджун перенёс септопластику из-за искривления носовой перегородки и временно приостановил деятельность в группе, пока восстанавливался после операции.
С 2018 года RM живёт Ханнам-Доне, Сеул, Южная Корея, со своими одногруппниками. В ноябре 2019 года он купил недвижимость в сеульском районе Йонсан-гу за 4,9 миллиарда вон (4,2 миллиона долларов США), а затем продал её в следующем году за 5,8 миллиарда вон (4,91 миллиона долларов США). Позже он купил ещё один дом в Ханнам-Доне стоимостью 5,7 миллиона долларов США.

### Благотворительность
На свой 25-й день рождения Намджун пожертвовал ₩100 миллионов ($85 810,58) Сеульской школе Самсун, чтобы помочь слабослышащим учащимся получить музыкальное образование. В декабре 2020 года Совет по искусству Кореи назвал его одним из десяти своих покровителей искусств 2020 года в знак признания его пожертвования Национальный музей современного искусства в размере ₩100 миллионов ($84 726,68) на издание и распространение различных редких книг по искусству в школах и библиотеках в сельских и горных районах. С сентября 2021 года, он ежегодно жертвует ₩100 миллионов на сохранение и реставрацию культурных артефактов за рубежом через Управление культурного наследия (CHA) и Фонд зарубежного культурного наследия. Его первое пожертвование, первоначально сделанное частным образом, было использовано для реставрации хварота, принадлежавшего в то время Музею искусств округа Лос-Анджелес (LACMA), а его пожертвование в 2022 году было использовано для создания художественной брошюры, знакомящей с корейскими картинами. В сентябре 2023 года он пожертвовал ₩100 миллионов ($87 416,41) Национальной службе судебной экспертизы Южной Кореи, которые будут использованы для развития судебной медицины в стране. В сентябре 2024 года, на свой 30-й день рождения, он пожертвовал ₩100 миллионов ($87 416,41) в Фонд помощи ветеранам. Пожертвование будет выделено в рамках «Мечты каждого ветерана» и «Кампания по признанию работников в форме» в рамках усилий Министерства по делам патриотов и ветеранов, направленных на обеспечение благосостояния и лечения военнослужащих и их семей, понесших тяжелую утрату. В марте 2025 года Намджун пожертвовал ₩100 миллионов Ассоциации помощи пострадавшим от стихийных бедствий «Мост Надежды», заявив: «Я решил сделать пожертвование в надежде, что это небольшая помощь поможет в борьбе с лесными пожарами и восстановлении пострадавших территорий».

### Коллекция произведений искусства
RM начал коллекционировать произведения искусства после случайного визита в Чикагский институт искусств в 2018 году во время тура BTS. Он упомянул о переживании синдрома Стендаля при наблюдении за произведениями искусства Сезанна и Моне. RM находит себя привлечённым к художникам XX века, таким как Юн Хёнгын, Чан Укчин и Нам Джун Пайк. Среди известных коллекций RM — стеклянная скульптура Рони Хорн, фигурки KAWS и «Цветовой шар (3-D), Детский сад» (2007) Такаси Мураками. Весной 2020 года RM приобрёл «Исчезающий родной город 730» — люминесцентный пейзаж южнокорейского художника Джон Ён Чжу.

### Военная служба

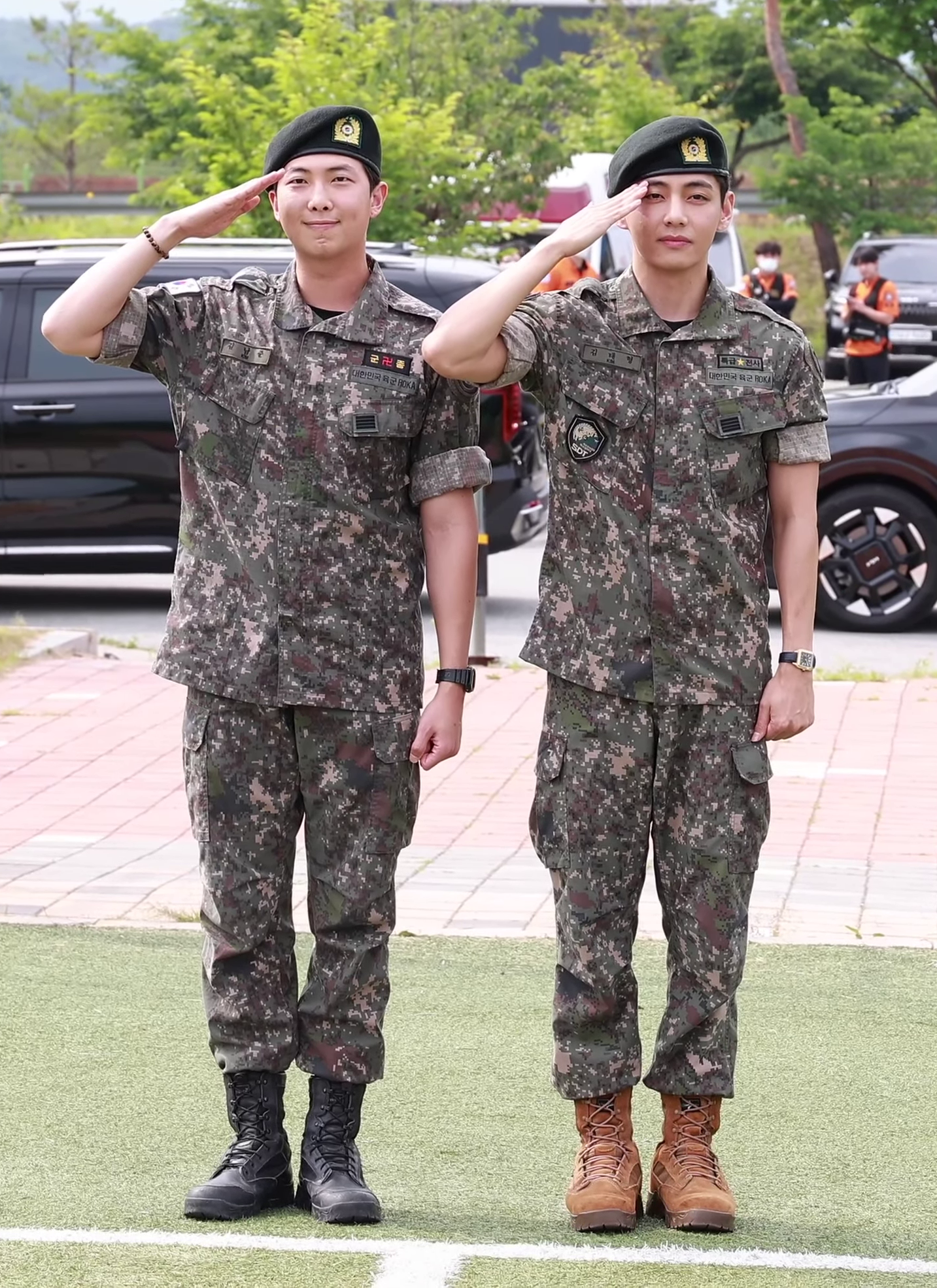
Ким Намджун и Ким Тэхён в день демобилизации, 10 июня 2025 год

22 ноября 2023 года Big Hit объявили через Weverse, что RM вместе с одногруппниками Тэхёном, Чимином и Джонгуком начали процесс призыва на обязательную военную службу.
Он начал свою военную службу 11 декабря 2023 года в качестве солдата срочной службы. По окончании пятинедельного курса подготовки в учебном центре армии Республики Корея в Нонсане он получил звание рядового. Служил в военном оркестре 15-й пехотной дивизии армии Республики Корея. Был официально демобилизован 10 июня 2025 года.

## Дискография

### Микстейпы
| Название | Информация об альбоме                                                                               |
| -------- | --------------------------------------------------------------------------------------------------- |
| RM       | - Выпущен в 2015 году - Лейбл: Big Hit Entertainment - Формат: цифровая загрузка, стриминг          |
| mono.    | - Выпущен 22 октября 2018 года - Лейбл: Big Hit Entertainment - Формат: цифровая загрузка, стриминг |

### Студийные альбомы
| Название                  | Информация об альбоме                                                                              |
| ------------------------- | -------------------------------------------------------------------------------------------------- |
| indigo                    | - Выпущен 2 декабря 2022 года - Лейбл: Big Hit Entertainment - Формат: цифровая загрузка, стриминг |
| Right Place, Wrong Person | - Планируемый выпуск: 24 мая 2024 года - Лейбл: Big Hit Entertainment                              |

### Как продюсер
| Год  | Название                                             | Артист    | Альбом                    |
| ---- | ---------------------------------------------------- | --------- | ------------------------- |
| 2012 | «Party (XXO)»                                        | Glam      | -                         |
| 2013 | «I Like That»                                        | Glam      | -                         |
| 2016 | «Dilemma»                                            | Homme     | -                         |
| 2018 | «Waste It on Me» (featuring BTS)                     | Стив Аоки | Neon Future III           |
| 2021 | «0X1=Lovesong (I Know I Love You)» (featuring Seori) | TXT       | The Chaos Chapter: Freeze |

## Видеография

### Кино
| Год  | Название                  | Роль   | Примечания           | Ист.    |
| ---- | ------------------------- | ------ | -------------------- | ------- |
| 2024 | Right People, Wrong Place | Он сам | Документальный фильм | [ 107 ] |

### Телевидение
| Год  | Название                                    | Роль                    | Эпизод(ы)       | Примечания                                        | Ист.            |
| ---- | ------------------------------------------- | ----------------------- | --------------- | ------------------------------------------------- | --------------- |
| 2014 | 4things Show — Rap Monster                  | Он сам                  | 3               | Документальный фильм об RM                        | [ 108 ]         |
| 2015 | Проблемные мужчины                          | Член актёрского состава | 1 — 22          | Шоу-викторина                                     | [ 109 ] [ 110 ] |
| 2015 | Inkigayo                                    | Ведущий                 | —               | Совместно с Юк Сончжэ (BTOB)                      | [ 111 ]         |
| 2016 | Close-up Observation Diary on Idol: Find Me | Он сам                  | 2               | Реалити-шоу о его повседневной жизни              | [ 112 ]         |
| 2016 | Gura-Chacha: Time Slip — New Boy            | Член актёрского состава | Пилотный выпуск | Реалити-шоу                                       | [ 113 ]         |
| 2016 | Inkigayo                                    | Ведущий                 | —               | Совместно с Джином из BTS, Кей и Мичжу из Lovelyz | [ 114 ]         |
| 2016 | Inkigayo                                    | Ведущий                 | —               | Совместно с Джином                                | [ 115 ]         |
| 2016 | KCON New York                               | Ведущий                 | —               | Совместно с Эйли                                  | [ 116 ]         |
| 2017 | M Countdown                                 | Ведущий                 | —               | Совместно с Хосоком и Чимином                     | [ 117 ]         |
| 2022 | The Dictionary of Useless Knowledge         | Ведущий                 | —               | Совместно с Чан Хан Джуном                        | [ 118 ]         |

## Награды и номинации
| Награда                       | Год  | Категория                                             | Номинант/Работа                          | Результат         | Ист.    |
| ----------------------------- | ---- | ----------------------------------------------------- | ---------------------------------------- | ----------------- | ------- |
| American Music Awards         | 2025 | Любимый K-pop артист                                  | RM                                       | Победа            | [ 119 ] |
| AICP Awards                   | 2025 | Операторская работа                                   | «Lost!»                                  | Номинация         | [ 120 ] |
| AICP Awards                   | 2025 | Музыкальное видео                                     | «Lost!»                                  | Номинация         | [ 120 ] |
| Berlin Music Video Awards     | 2025 | Лучшая концепция                                      | «Lost!»                                  | 2-е место         | [ 121 ] |
| Creative Review Annual Awards | 2025 | Гран-при                                              | «Lost!»                                  | Победа            | [ 122 ] |
| The Fact Music Awards         | 2023 | Лучшая музыка (зима)                                  | «Wildflower»                             | Номинация         | [ 123 ] |
| The Fact Music Awards         | 2023 | Приз зрительских симпатий Fan N Star — Индивидуальный | RM                                       | Номинация         | [ 124 ] |
| The Fact Music Awards         | 2025 | Лучшая музыка (лето)                                  | «Stop The Rain (TABLO x RM)»             | Лонг-лист         | [ 125 ] |
| Премия «Грэмми»               | 2023 | Лучший альбом года                                    | Music of the Spheres (как автор песни)   | Номинация         | [ 126 ] |
| Korean Hip-hop Awards         | 2023 | Коллаборация года                                     | «Sexy Nukim» (совместно с Balming Tiger) | Победа            | [ 127 ] |
| Korean Hip-hop Awards         | 2023 | Музыкальное видео года                                | «Sexy Nukim» (совместно с Balming Tiger) | Победа            | [ 127 ] |
| MAMA Awards                   | 2024 | Лучшее хип-хоп и рэп-исполнения                       | «Lost!»                                  | Номинация         | [ 128 ] |
| MAMA Awards                   | 2024 | Песня года (Дэсан)                                    | «Lost!»                                  | Лонг-лист         | [ 128 ] |
| MAMA Awards                   | 2024 | Выбор фанатов ТОП-10 (Бонсан, мужская категория)      | RM                                       | Победа            | [ 128 ] |
| MAMA Awards                   | 2024 | Выбор фанатов года (Дэсан)                            | RM                                       | Номинация         | [ 128 ] |
| Music Awards Japan            | 2025 | Лучшие песни по выбору слушателей: Международные хиты | «Neva Play» (с Megan Thee Stalion)       | Победа            | [ 129 ] |
| Patrons of the Arts Awards    | 2020 | Лучший меценат года                                   | Ким Намджун                              | Победа            | [ 95 ]  |
| Hanteo Music Awards           | 2025 | Специальная премия — хип-хоп                          | RM                                       | Победа            | [ 130 ] |
| Hanteo Music Awards           | 2025 | Глобальный артист — Африка                            | RM                                       | Номинация         | [ 131 ] |
| Seoul Music Awards            | 2023 | Лучший выбор фанатов за год — апрель                  | RM                                       | Номинация         | [ 132 ] |
| Seoul Music Awards            | 2025 | Премия R&B / Hip-Hop                                  | RM                                       | Победа            | [ 133 ] |
| Seoul Music Awards            | 2025 | Награда за популярность                               | RM                                       | Номинация         | [ 133 ] |
| Seoul Music Awards            | 2025 | Специальная премия K-Wave                             | RM                                       | Номинация         | [ 133 ] |
| Seoul Music Awards            | 2025 | Мировой выбор K-pop — соло                            | RM                                       | Номинация         | [ 133 ] |
| SXSW Awards                   | 2025 | Конкурс музыкальных клипов                            | «Lost!»                                  | Номинация         | [ 134 ] |
| SXSW Awards                   | 2025 | Конкурс музыкальных клипов                            | «Neva Play» (с Megan Thee Stalion)       | Номинация         | [ 134 ] |
| Shark Music Video Awards      | 2025 | Лучшее музыкальное видео — международное              | «Lost!»                                  | Победа (Гран-при) | [ 135 ] |
| Shark Music Video Awards      | 2025 | Лучшее видео в стиле R&B / Соул — международное       | «Lost!»                                  | Победа            | [ 135 ] |
| Shark Music Video Awards      | 2025 | Лучшая режиссура — международное                      | «Lost!»                                  | Победа            | [ 135 ] |
| Shark Music Video Awards      | 2025 | Лучшая цветокоррекция                                 | «Lost!»                                  | Номинация         | [ 135 ] |
| Shark Music Video Awards      | 2025 | Лучшая операторская работа                            | «Lost!»                                  | Номинация         | [ 135 ] |
| Shark Music Video Awards      | 2025 | Лучшие визуальные эффекты на моменте постпродакшена   | «Lost!»                                  | Номинация         | [ 135 ] |
| Shark Music Video Awards      | 2025 | Лучшая анимация                                       | «Neva Play» (с Megan Thee Stalion)       | Победа            | [ 135 ] |
| Shots Awards EMEA             | 2024 | Музыкальный клип года                                 | «Lost!»                                  | Номинация         | [ 136 ] |
| UK Music Video Awards         | 2024 | Лучшее альтернативное видео — Международное           | «Lost!»                                  | Победа            | [ 137 ] |
| UK Music Video Awards         | 2024 | Лучший дизайн видеоролика                             | «Lost!»                                  | Победа            | [ 137 ] |
| UK Music Video Awards         | 2024 | Лучшие визуальные эффекты в видео                     | «Lost!»                                  | Номинация         | [ 137 ] |

### Комментарии
1. ↑  Позже этот рекорд превзошли его коллеги по группе BTS Чимин и Suga, которые оба заняли второе место в Billboard 200 со своими дебютными сольными альбомами Face (2023) и D-Day[англ.] (2023) соответственно[4].